# Geron holosericeus
Geron holosericeus är en tvåvingeart som beskrevs av Walker 1849. Geron holosericeus ingår i släktet Geron och familjen svävflugor. Inga underarter finns listade i Catalogue of Life.